# H-E-B公園
H-E-B公園（英語：H-E-B Park）是一座位於美國德州愛丁堡的足球場，現為美國足球冠軍聯賽球隊格蘭德河谷公牛的主場。足球場共有兩個看台，共能容納9,735名觀眾。
2017年3月22日，格蘭德河谷公牛在球場揭幕戰對陣墨西哥球隊，球隊最終以3–0落敗。

## 外部連結
- 官方网站
- Stadium pictures （页面存档备份，存于） at StadiumDB.com

26°16′57″N 98°08′07″W / 26.2826°N 98.1352°W